# Myéloscanner
Le myéloscanner est une technique d'imagerie médicale permettant l'examen de la moelle épinière.
Il consiste en un scanner effectué après injection de produit de contraste iodé dans le canal rachidien.
De qualité très inférieure à l'IRM, il est utilisé en cas de contre indication à ce dernier (Pace-Maker, corps étrangers métalliques, claustrophobie, obésité...), parallèlement à des techniques de myélographie, permettant au moins de situer les coupes.